# カロリーナ・プロツェンコ
カロリーナ・プロツェンコ (ウクライナ語: Кароліна Протсенко、英語: Karolina Protsenko、2008年10月3日 - )は、ウクライナ・キーウ出身のウクライナ人ヴァイオリニスト。アメリカ・カリフォルニア州在住。

## 生い立ち
カロリーナはウクライナの首都キーウで、ウクライナ人の父とロシア人の母との間に生まれ、2015年、6歳のときに家族と共にカリフォルニア州へ移住した。そこで彼女はヴァイオリンのレッスンを受け始め、2017年の半ばからサンタモニカのサードストリートプロムナードで路上ライブを始めた。3つの YouTube チャンネル、Facebook、Instagram にパフォーマンスの映像を投稿したところ、瞬く間に評判となり、2年間で50以上の国に数百万のフォロワーを獲得した。この間、彼女の動画は世界中で5億回以上視聴されたことになる。
カロリーナはストリートミュージシャンとして YouTube に動画を投稿するだけではなく、ロサンゼルスの California Club、2018 Operation Walk annual gala、Faerieworlds 2019、オレゴン州の音楽祭などのチャリティーイベントでも演奏を披露している。また、彼女は The Access LIVE TV Show、エレンの部屋 にもゲストとして招待されたことがある。